# Teoría de dos pasos

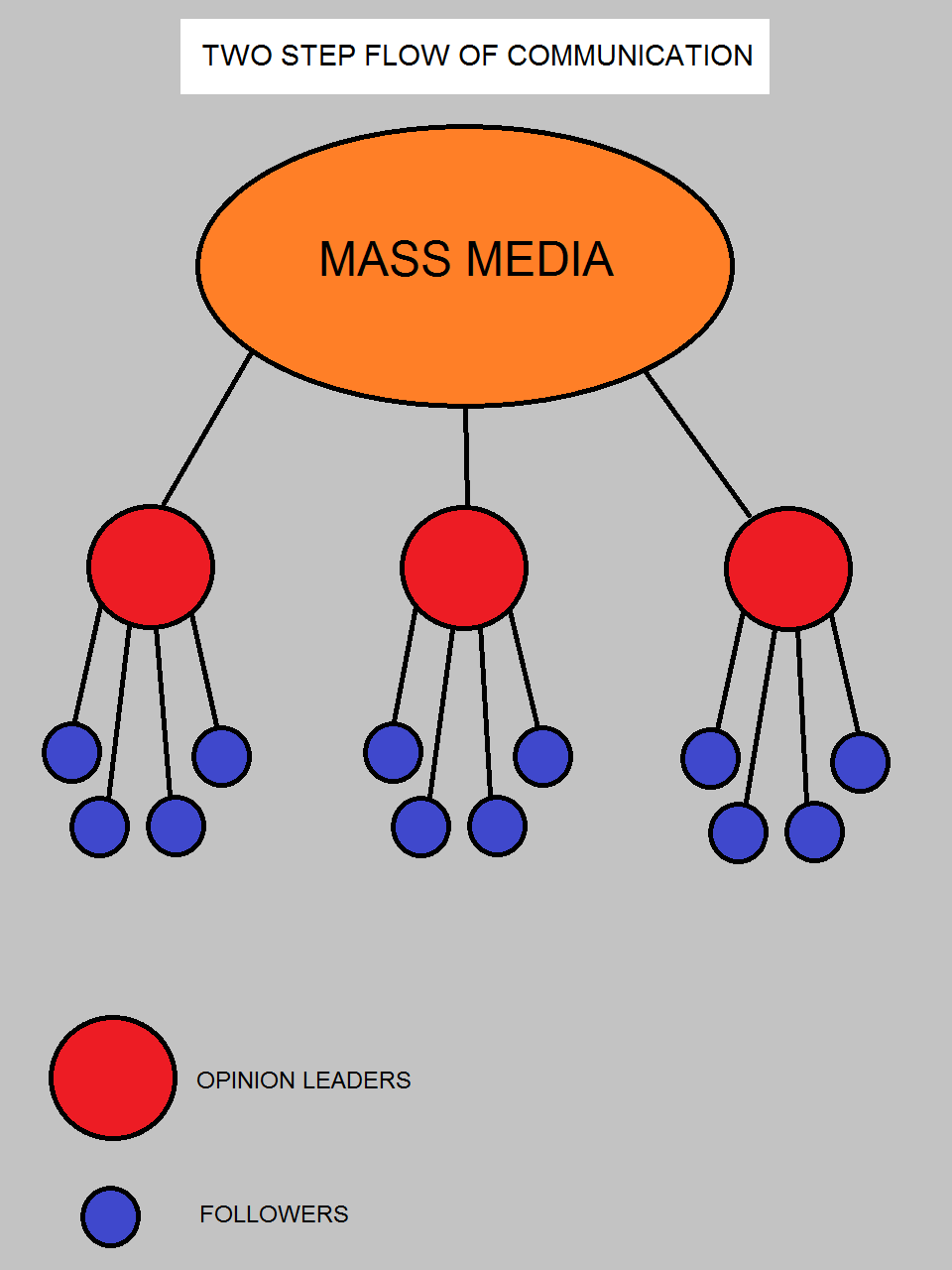
Los dos pasos de la comunicación. Este es un modelo que explica como la nueva información llega desde los medios masivos hasta el público general. Modelo creado por Lazarsfeld y sus colegas en 1940.

La teoría de dos pasos es una teoría de la comunicación que busca explicar cómo la información es transmitida a través de los medios de información y cómo el público reacciona ante la misma. El concepto fue planteado por primera vez por Paul Lazarsfeld y Elihu Katz durante la Segunda Guerra Mundial, como parte de un proyecto gubernamental de los Estados Unidos para medir la influencia de los medios sobre la actitud de los votantes norteamericanos. La principal idea que plantea esta teoría es la interrelación que tiene el público con los llamados líderes de opinión, proponiendo un sistema indirecto de comunicación y transmisión de información, lo cual contrasta radicalmente con las teorías que se tenían hasta el momento del entendimiento de la interacción público-medios. El trabajo conjunto de los dos teóricos, Personal Influence (publicado en 1955), es el mayor exponente de la teoría.

## Historia[1]
Durante la época de elecciones presidenciales de 1940, el gobierno de los Estados Unidos Americanos financió un grupo de investigaciones con el fin de establecer tendencias y relaciones entre el público y las formas de comunicación de masas. Con el contexto de la Segunda Guerra Mundial en pleno auge, el principal interés del gobierno estadounidense era determinar si la población votante del país era influenciada en sus decisiones de voto, y mediante qué mecanismos y métodos era influenciada.
Paul Lazarsfeld fue uno de los teóricos llamados para realizar estos estudios. Lazarsfeld ya había antes hecho estudios de la interacción público medios, específicamente en el ámbito de la radio (publicando sus descubrimientos en el libro de su autoría Radio Listening in América). Los resultados combinados de sus experimentos en la radio y en la población votante, terminarían por conformar la teoría de dos pasos, explicada en su obra Personal Influence (en conjunto con Elihu Katz). Sus descubrimientos específicos sobre los votantes norteamericanos serían publicados en The People's Choice en 1944.

## Principios de la teoría[2]
La teoría de Elihu Katz y Paul Lazarsfeld  propone un sistema de comunicación con dos estaciones perfectamente diferenciadas. En la primera fase, los medios de comunicación transmiten su información a figuras representativas de la población (llamados líderes de opinión) que recibirán la información de manera directa, y procederán a analizarla, procesarla y refinarla. En la segunda estación del proceso, los líderes de opinión transmiten la información ya procesada a sus respectivas esferas sociales, que las adoptan como suyas y las utilizan en función de lo que el líder de opinión les haya dado como contexto. Así pues, las dos etapas del proceso (medios de comunicación → líderes de opinión → público) es lo que le da el nombre a la teoría.

### Líderes de opinión[3]
Dentro de la teoría existe un elemento clave para la transmisión de la información: los líderes de opinión. Según lo descrito por Lazarsfeld y Katz en Personal Influence, un líder de opinión es un personaje que debe:
- Ser carismático: Los líderes de opinión deben de ser atractivos y creíbles para la población a la que se están dirigiendo
- Poseer conocimientos específicos y superiores al promedio: Parte de lo que forma  un líder de opinión es la credibilidad que deposita en él su público, la cual está respaldada en gran parte por la habilidad que éste tiene para entender el tema de interés del momento
- Identificarse con la población de la que es nombrado líder: Un líder de opinión debe de tener un poderoso vínculo de relación con el público para ser considerado como tal. El líder de opinión de un grupo de corredores de bolsa debe ser un experimentado economista o alguien íntimamente relacionado con las fluctuaciones monetarias. Por lo mismo, los líderes de opinión suelen ser “elegidos” de entre los miembros de cada grupo.
- Ser reconocido: La imagen de un líder de opinión debe de ser fácilmente reconocible por su grupo. Un desconocido bajo ninguna manera podrá ser el líder de opinión de un público sin antes darse a conocer entre el público al que desea dirigirse.

Así, los líderes de opinión se convierten en los receptores de los medios de comunicación, sintetizando, analizando y procesando la información que reciben. Posteriormente toman el papel de emisor y transmiten la información ya procesada a su público, adecuándola a sus preocupaciones, eliminando datos irrelevantes, añadiendo interpretaciones, sintetizando puntos complicados y coloquializando o refinando el lenguaje de los medios a un lenguaje que se adecúe mejor al nivel de cada sub-público específico.

### Medios de comunicación
En el contexto de la teoría de dos pasos, los medios de comunicación reconocen que el público  es demasiado amplio para ser abarcado en su totalidad de manera eficaz: Los medios de comunicación reconocen los diferentes gustos, niveles intelectuales, preocupaciones y necesidades del público, así como también reconocen la imposibilidad de abarcar de forma efectiva a todos y cada uno de los sub-públicos. Así pues, diseñan los contenidos específicamente para ser vistos por los líderes de opinión, y dejan en ellos la responsabilidad de alcanzar al público.

### Público
Dentro de la teoría de los dos pasos, se entiende por público a un segmento de la población que escoge a un líder de opinión para que le transmita la información de los medios de comunicación. Es el receptor final de la comunicación de dos pasos.

## El proceso de comunicación y el paradigma de Lasswell[5]
Durante 1948 (por la misma época que Katz y Lazarsfeld desarrollaban su teoría) el politólogo y comunicólogo Harold Lasswell propuso su fórmula para analizar los enfoques del estudio de la comunicación. Este paradigma (llamado paradigma de Lasswell) establece:
```
¿Quién, dice qué, por qué canal, a quién, con qué efectos?”
```

O, ya reducido a conceptos básicos:
```
Un 
emisor
, que transmite un 
mensaje
, por un 
canal
 específico, a un 
receptor
, con 
efectos
 determinados.
```

En el caso específico de la teoría de dos pasos, podemos ver cómo Katz y Lazarsfeld prestan una vital importancia al nicho del emisor. Según Lazarsfeld y Katz, los medios de comunicación (el emisor primario) son incapaces de  transmitir de manera eficaz sus mensajes, por lo que es necesaria la entrada de los líderes de opinión (emisor secundario) para facilitar la transmisión del mensaje. Así pues, podemos observar una división del emisor de Lasswell en dos entes: los medios de comunicación y los líderes de opinión. También hay una importancia latente en cómo el líder de opinión modifica el efecto del mensaje: entre más se aproxime un líder de opinión a sus características ideales, más poderoso será el efecto del mensaje en los receptores.

## Efectos
Se pueden sacar múltiples conclusiones de la teoría de dos pasos. Lo que más resalta de ella es la presencia de los líderes de opinión y lo que esta presencia implica. Al demostrar Katz y Lazarsfeld que el discurso de los líderes de opinión pesaban más en la población votante estadounidense de 1940 que las cápsulas de información oficiales y las mismas campañas de los candidatos, se sacó la conclusión que los individuos responden de una mejor manera a las relaciones de carácter interpersonal que a las comunicaciones masivas de los medios. De igual manera, al tratar a los líderes de opinión como un “paso intermedio” entre el público y los medios, se demuestra la creciente creencia de los comunicólogos de la época acerca de la limitada capacidad de los medios masivos sobre la sociedad.

## Contradicción, Relación y Contraste con otras teorías de la comunicación
Durante el lapso de tiempo comprendido entre el inicio de la Segunda Guerra Mundial y la resolución de la Guerra Fría, muchas teorías de la comunicación proliferaron el ámbito del estudio social. Aunque la teoría de dos pasos fue una de las más relevantes de su tiempo, no fue la única producida: muchas otras teorías se presentaron al mismo tiempo, algunas agregando datos y concordando con el planteamiento de Lazarsfeld y Katz y otras contradiciéndola terminantemente.

### Teoría de la aguja hipodérmica
Al contrario de la teoría de dos pasos, la aguja hipodérmica presenta que la interacción entre los medios y el público se da de forma directa y sin ninguna forma de resistencia o filtro. Según la aguja hipodérmica, la información penetraba de forma inmediata y directa al público, haciendo a las masas sumamente vulnerables a los medios. La teoría de Lazarsfeld y Katz surge parcialmente para contrarrestar dicha visión, estableciendo que el contacto no es ni directo ni inmediato, y por ende restándole poder sobre las masas a los medios de comunicación.

### Teoría de difusión de las innovaciones[8]
Similar a la teoría de los dos pasos, la teoría de difusión de innovaciones propone una figura de autoridad (que llama innovador) que examina y promueve ideas y productos nuevos y los va transmitiendo al resto de la población en lapsos de tiempo reducidos. Dadas las similitudes entre ambas teorías y el hecho que la difusión de innovaciones surge durante la Guerra Fría, se podría ver como una refinación de la teoría de dos pasos.

### Establecimiento de agenda[9]
La propuesta del establecimiento de agenda especifica cómo los medios de comunicación (específicamente, los medios periodísticos) van construyendo los temas que son relevantes en el momento en la medida que van proporcionando información de uno u otro tema. Así, si dan una considerable importancia a un tema de política (en la longitud de los artículos, el formato de los encabezados, la repetición del tema a lo largo del tiempo) comparado con uno de cultura, el tema político quedará en la agenda del público en un rubro mucho más alto que el tema cultural. El establecimiento de agenda comparte con la teoría de dos pasos la tendencia de guiar al público por temas de interés, pero sin incluir la figura de los líderes de opinión.

### Teoría de usos y gratificaciones[10]
La teoría de usos y gratificaciones difiere de forma importante a la teoría de dos pasos y de cualquier otra teoría que le precedió. Las teorías anteriores a la de usos y gratificaciones establecían el foco de la comunicación en el emisor (los medios), relegando al receptor (el público) a un papel más bien pasivo. La teoría de usos y gratificaciones establece que el público sólo consume los mensajes que satisfacen sus demandas y necesidades, por lo que los medios deben de subordinarse a sus deseos. Esto contrasta substancialmente con la teoría de dos pasos, en la que básicamente el público se subordina a los líderes de opinión (directamente) y los medios (indirectamente).